# Inre komposition
En inre komposition kopplar för varje ordnat par (a,b) av mängd i en mängd samman dem med ett element c i samma mängd. Ett exempel på inre komposition är multiplikation av två reella tal.